# Ahmadiyya
Ahmadiyya, även stavat Ahmadiya (arabiska: الجماعة الإسلامية الأحمدية, urdu: احمدِیہ) är en gren inom islam som etablerades under slutet av 1800-talet av Mirza Ghulam Ahmad i provinsen Punjab i Indien. Han gjorde anspråk på att vara den utlovade Mahdi och Messias, som samtliga abrahamitiska religioner har väntat på. Gruppen ser sig själv som en reformrörelse av islam, dock hävdar de att de inte tillfört någon ny lära utan följer den ursprungliga läran som profeten Muhammed lärde ut. Majoriteten av muslimerna har inte accepterat anspråket utan väntar fortfarande på att Mahdi och Messias skall komma. Rörelsen delas in i två huvudinriktningar: Ahmadiyya Muslim Jamaat och Ahmadiyya Anjuman Ishaat-i-Islam Lahore, som representerar en liten del av alla ahmadiyyamuslimer.
Efter dess grundares död har ena inriktningen letts av kalifer. Den nuvarande kalifen är Hans Helighet Mirza Masroor Ahmad som valdes i april 2003. Hans officiella titel är Khalifatul Masih V och han har sitt säte i London. Den andra inriktningen utnämner en emir. Idag har rörelsen drygt 10 miljoner anhängare världen över.

## Tro

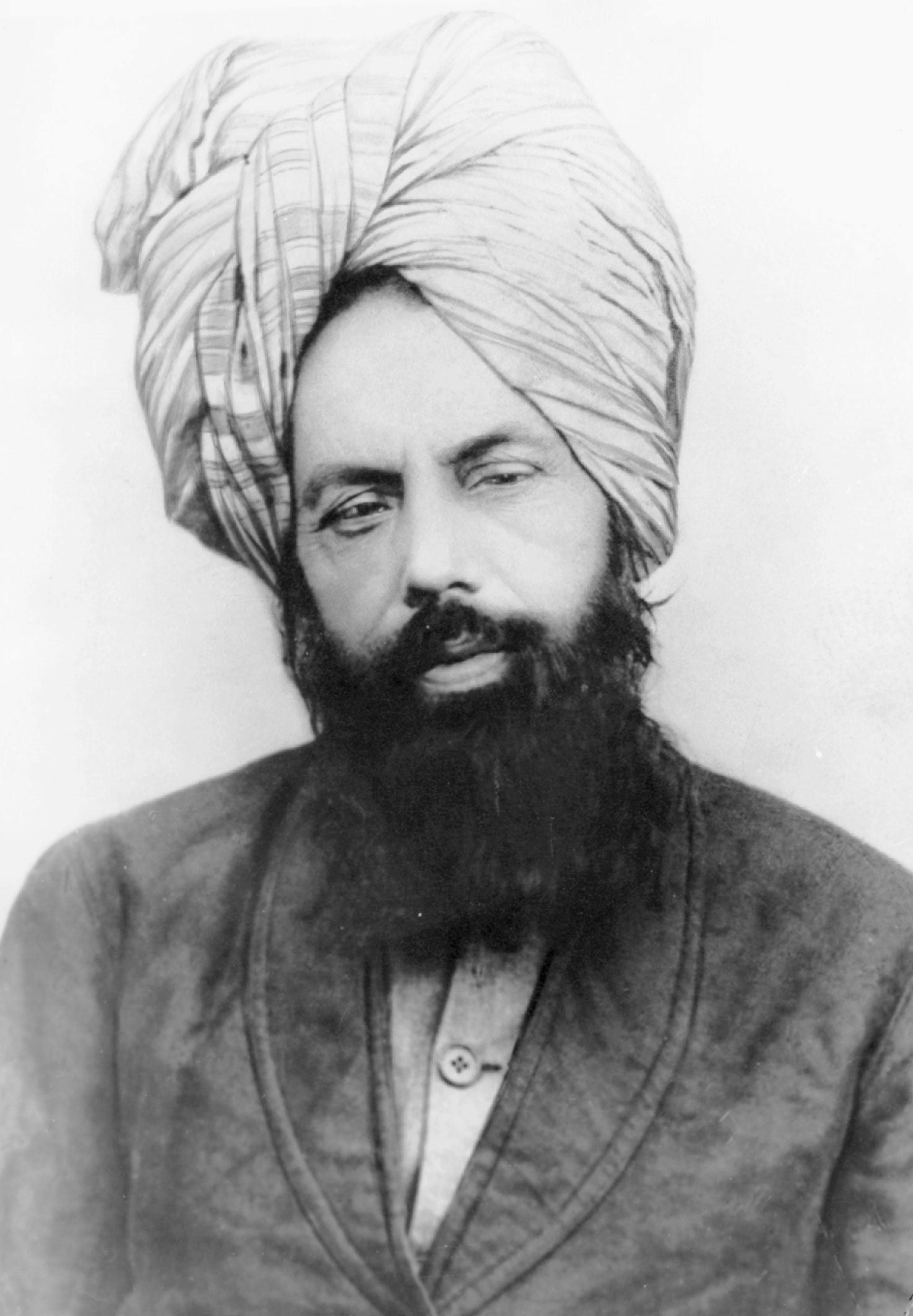
Mirza Ghulam Ahmad, cirka 1897.

Ahmadiyyamuslimer tror på islams troslära och de fem pelarna, vilket även sunni- och shiamuslimer gör. De accepterar Koranen som sin heliga skrift och följer Muhammeds sunna samt hadither. Moskén är avsedd för bön och utförs i riktning mot Kaba. Vad som i huvudsak skiljer ahmadiyyamuslimer från andra muslimer är deras tro på Mirza Ghulam Ahmad, som antydde att han var den utlovade Mahdi och Messias. Andra skillnader är synen på Jesus som enligt ahmadiyyamuslimer varken dog på korset eller togs upp levande till himlen, en vanlig uppfattning bland muslimer. Istället tror de att han överlevde korsfästelsen och dog samt begravdes i Kashmir i Indien. Profetskapet består av ett rangsystem som gör skillnad på profeter som fått ta emot uppenbarelser och lagbärande profeter, som Mose och Muhammed.

## Historia
Ahmadiyyarörelsen växte fram när Mirza Ghulam Ahmad hävdade för ett antal av sina följeslagare att han var Mahdi och Messias. Händelsen ägde rum den 23 mars 1889 i Ludhiana. Namnet "Ahmadiyya" antogs inte förrän i november 1900 där Mirza Ghulam Ahmad förklarade i ett manifest att namnet inte hänvisade till honom själv men till Ahmad, ett av Muhammeds flera namn. Rörelsen är även känd som Qadiyani, namnet härstammar från Mirza Ghulam Ahmads hemort Qādiān. Medlemmarna använder dock aldrig benämningen själva. 
Efter Mirza Ghulam Ahmads bortgång 1908 valdes Hakeem Noor-ud-Din till hans första efterträdare och kalif i rörelsen. Under 1913 började missionärer sändas ut till omvärlden. I postkolonialtiden i Afrika utgjorde rörelsen en stor del av spridningen av islam. Sedan den andra kalifen, Mirza Basheer-ud-Din Mahmood Ahmad, blev vald finns en till inriktning i rörelsen, Ahmadiyya Anjuman Ishaat-i-Islam Lahore. De kallar sina överhuvud för emirer. Den nuvarande emiren är Abdul Karim Saeed Pasha.
| Lista över kalifer genom åren                          | Lista över kalifer genom åren | Lista över kalifer genom åren | Lista över kalifer genom åren |
| Titel och namn                                         | Bild                          | Tillträde                     | Frånträde                     |
| ------------------------------------------------------ | ----------------------------- | ----------------------------- | ----------------------------- |
| Khalifatul Masih I Hakeem Noor-ud-Din                  |                               | 27 maj 1908                   | 13 mars 1914                  |
| Khalifatul Masih II Mirza Basheer-ud-Din Mahmood Ahmad |                               | 14 mars 1914                  | 7 november 1965               |
| Khalifatul Masih III Mirza Nasir Ahmad                 |                               | 8 november 1965               | 9 juni 1982                   |
| Khalifatul Masih IV Mirza Tahir Ahmad                  |                               | 10 juni 1982                  | 19 april 2003                 |
| Khalifatul Masih V Mirza Masroor Ahmad                 |                               | 22 april 2003                 |                               |

## Utbredning och förföljelser

Utbredningskarta för ahmadiyyamuslimer.

Att beräkna antalet ahmadiyyamuslimer har varit svårt på grund av hot och förföljelser. Många muslimer anklagar ahmadiyyamuslimer för att vara kafir (icke troende). Man uppskattar att omkring 1 % av världens muslimer tillhör ahmadiyyarörelsen, vilket motsvarar omkring 10 miljoner ahmadiyyamuslimer i hela världen. I Pakistan är det olagligt att kalla sig för ahmadiyyamuslim. Uppskattningsvis finns det cirka fyra miljoner ahmadiyyamuslimer i Pakistan. I Indien beräknas siffran vara 60 000 till en miljon. I afrikanska länder som Nigeria och Tanzania uppges siffran vara lite mer än två miljoner.
Den 28 maj 2010 attackerades två ahmadiyyamoskéer i Lahore av beväpnade män med minst 70 döda som följd. Militanta islamister antogs ligga bakom attackerna.

### Sverige
Ahmadiyyarörelsen har i organiserad form funnits i Sverige åtminstone sedan 1956, då imamen Kamal Yousuf kom till Sverige från Pakistan. Aktiv mission bedrivs sedan mitten av 1970-talet och de har fått en del svenska konvertiter. Medlemsantalet ökade under 1970-talet då åtskilliga ahmadiyyamuslimer flydde förföljelser i Pakistan. Fem församlingar finns i Sverige och de driver två moskéer: Nasirmoskén i Göteborg och Mahmoodmoskén i Malmö. Antalet anhängare varierar från 500 till 1 100. Ahmadiyya är den äldsta ännu verksamma muslimska församlingen i Sverige.

## Kända ahmadiyyamuslimer
- Muhammad Zafrullah Khan (Pakistans första utrikesminister, ordförande i FN:s generalförsamling)[24]
- Abdus Salam (Nobelpristagare i fysik år 1979)[25]
- Mahershala Ali (Oscarsvinnande skådespelare)[26]